# آخرین دون
«آخرین دون» داستان دون کلمنته، رئیس سالخورده مافیا را روایت می‌کند که به همراه خانواده‌اش تلاش می‌کند تا قدرت و میراث خود را در دنیای در حال تغییر جنایت سازمان‌یافته حفظ کنند. این رمان با ترکیب خشونت، سیاست‌های خانوادگی و توطئه‌های پیچیده، تصویری جذاب از افول یک امپراتوری مافیایی ارائه می‌دهد.داستان بین صنعت سینما و کازینوهای لاس وگاس در نوسان است و نشان می‌دهد که چگونه مافیای آمریکا با هر دوی اینها مرتبط است. رمان "آخرین دان" به یک مینی‌سریال تلویزیونی با همین نام اقتباس شد که در سال ۱۹۹۷ پخش گردید. دنباله این مینی‌سریال با عنوان "آخرین دان ۲" در سال ۱۹۹۸ به نمایش درآمد. این رمان عملاً آخرین اثر منتشر شده پوزو در طول حیاتش بود که پیش از مرگش در سال ۱۹۹۹ منتشر شد، اگرچه دو رمان دیگر او پس از مرگش به چاپ رسیدند.

## خلاصه داستان
آخرین طرح "دون دومنیکو کلریکوزیو"، رئیس سالخورده مافیا، این است که خانواده‌اش وارد دنیای قانونی شده و در جامعه آمریکا جذب شوند. بیست و پنج سال بعد، نوه‌اش دانته و نوه‌برادرزاده‌اش کروچیفیزیو "کراس" دِ لنا زندگی خود را می‌گذرانند، در حالی که دون هشتادساله نیمه‌بازنشسته شده است.
کراس که سهامدار اصلی یک کازینو در لاس وگاس است، قرار بود بازوی قدرتمند خانواده شود. اما وقتی از مشارکت در قتل یک دوست قدیمی خودداری می‌کند، دانته به تنها فرد خشن خانواده تبدیل می‌شود. طمع دانته برای قدرت و خونخواهی، او را به برنامه‌ریزی برای حذف بستگانش سوق می‌دهد که مانع رسیدن او به قدرت می‌شوند.
وقتی دانته ترور پدر کراس، پیپی دِ لنا (که در یک زیرداستان مسئول نابودی خانواده رقیب سانتادیو بود) را ترتیب می‌دهد، کراس که می‌داند در لیست سیاه قرار دارد، برای دانته تله می‌گذارد. با وجود اقدام علیه خانواده، جان کراس بخشیده می‌شود و فقط به تبعید محکوم می‌گردد. او سپس رابطه خود با بازیگری به نام آتنا آکویتین را از سر می‌گیرد. در پایان فاش می‌شود که تمام این اتفاقات، حتی مرگ دانته، بخشی از برنامه‌ریزی‌های دان کلریکوزیو برای بقای خانواده بوده است.

## مینی‌سریال
«آخرین دون» مینی‌سریال تلویزیونی CBS در سال ۱۹۹۷ با همین نام بود که توسط جویس الیاسون نوشته شده و جو مانتگنا ، دنی آیلو و داریل هانا در آن بازی کردند.  در سال ۱۹۹۸، این اثر با «آخرین دون ۲» دنبال شد که در آن کراس پس از مرگ دون، از تبعید بازگردونده می‌شود تا با اکراه فرماندهی خانواده کلریکوزیو را بر عهده بگیرد. 

## پیوندهای خارجی
- The Last Don (1997) در بانک اطلاعات اینترنتی فیلم‌ها (IMDb)